# Clariallabes melas
Clariallabes melas är en fiskart som först beskrevs av Boulenger, 1887.  Clariallabes melas ingår i släktet Clariallabes och familjen Clariidae. IUCN kategoriserar arten globalt som livskraftig. Inga underarter finns listade i Catalogue of Life.